# Fierza (Elbasani)
Fierza (em albanês: Fierzë) é uma comuna (em albanês:  komuna) da Albânia localizada no distrito de Elbasani, prefeitura de Elbasani.